# Apoxestia euchroa
Apoxestia euchroa är en fjärilsart som beskrevs av Paul Dognin 1912. Apoxestia euchroa ingår i släktet Apoxestia och familjen nattflyn. Inga underarter finns listade i Catalogue of Life.